# مهرعلی‌خان بن رود
مهرعلی‌خان بن رود، روستایی که تا سال ۱۳۶۸بهمراه دشت ارژن از توابع کوهمره نودان بود و بعد از سال ۱۳۶۸ به بخش ارژن شهرستان شیراز در استان فارس ایران پیوست و هم‌اکنون از توابع بخش ارژن شهرستان شیراز می‌باشد.

## جمعیت
این روستا در دهستان دشت ارژن قرار دارد و براساس سرشماری مرکز آمار ایران در سال ۱۳۸۵، جمعیت آن زیر سه خانوار بوده‌است.